# Veine azygos

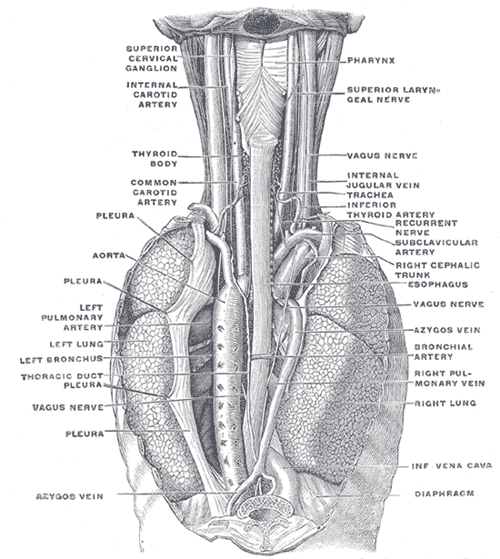
Vue postérieure du thorax, montrant la veine azygos

La veine azygos (du grec ἄζυγος / ázugos, « non soumis au joug, d'où non conjugal »), anciennement grande veine azygos, est une veine du thorax qui est formée à partir de deux veines issues de l'abdomen, longe la colonne vertébrale et se jette dans la veine cave supérieure. Elle draine principalement la paroi postérieure du thorax. Elle constitue une anastomose entre les systèmes caves inférieur et supérieure.

## Description
La veine azygos est une veine du thorax composée d'une partie verticale et d'une partie courbée. Elle mesure 20 à 25 cm chez l'adulte et comporte une paire de valvules au niveau de sa partie courbée.

### Origine
La veine azygos est formée par la réunion de deux racines veineuses, latérale et médiale(inconstante). La racine latérale de la veine azygos est issue de l'union de la veine lombaire ascendante droite et de la douzième veine intercostale (veine subcostale), au niveau du bord médial du muscle carré des lombes droit, sous l'extrémité postérieure de la douzième côte et au-dessus du ligament arqué latéral droit du diaphragme. La racine médiale de la veine azygos est issue dans l'abdomen de la face postérieure de la veine cave inférieure et passe dans le thorax entre les faisceaux principal et accessoire du pilier droit du diaphragme.
Ces deux racines se réunissent au niveau du onzième espace intercostal droit pour former la veine azygos.

### Trajet
La veine azygos a un trajet ascendant en avant de la colonne vertébrale, se rapprochant et s'éloignant de la ligne médiane tout en restant à droite de celle-ci. Au niveau de la quatrième vertèbre thoracique, elle s'incurve vers l'avant, formant l'arc de la veine azygos, et s'ouvre dans la veine cave supérieure.

### Rapports
Dans sa portion ascendante, la veine azygos est en rapport, médialement, avec le conduit thoracique ; latéralement, avec la plèvre médiastinale droite ; en arrière, avec la colonne vertébrale et les artères intercostales ; et en avant, avec l'œsophage par l'intermédiaire d'un récessus pleural, puis la racine du poumon droit.

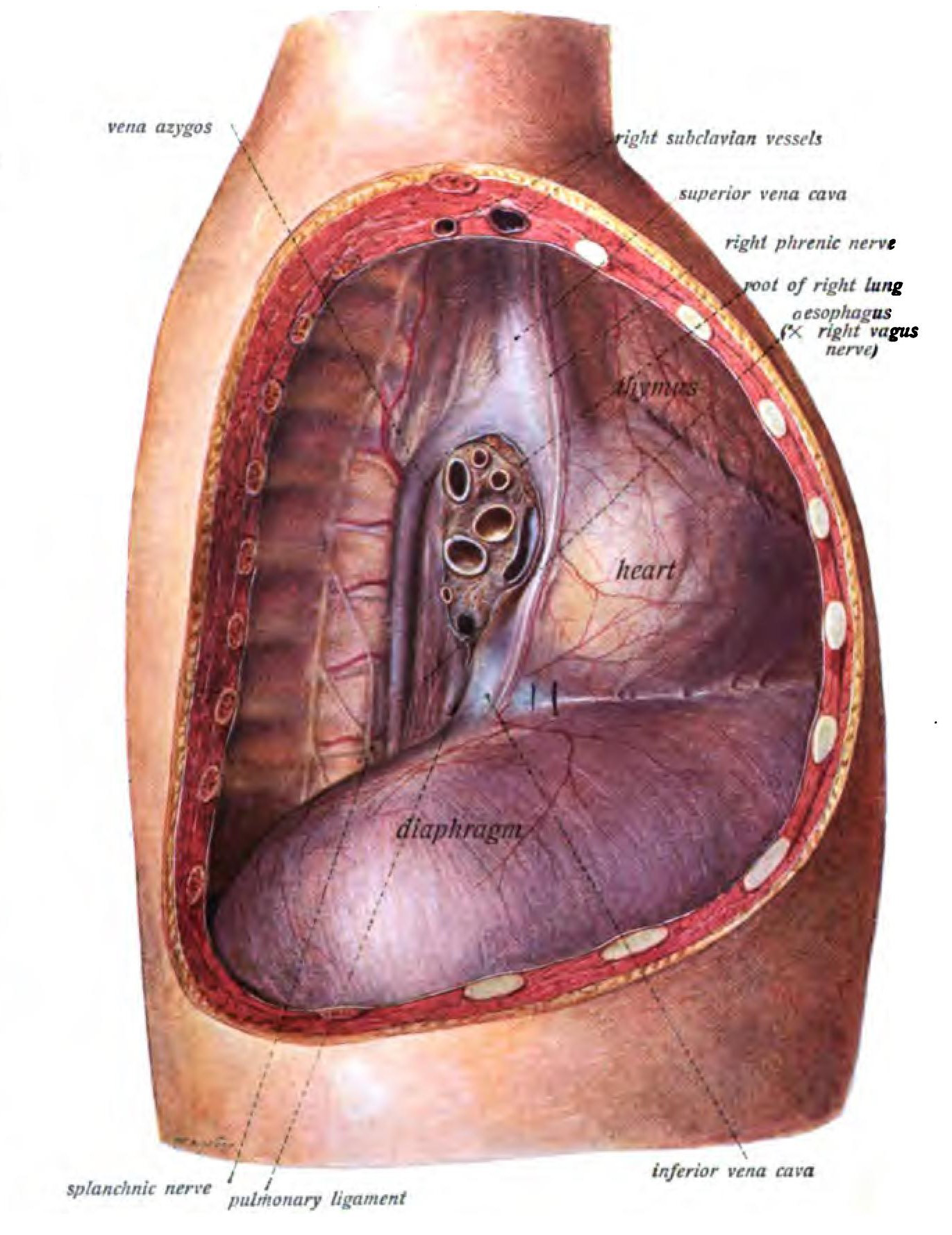
Vue latérale droite du médiastin, montrant la veine azygos

L'arc de la veine azygos est en rapport, médialement, avec l'œsophage, le nerf vague droit et la trachée ; latéralement, avec la plèvre droite ; en dessous, avec la bronche principale droite et l'artère pulmonaire droite ; et au-dessus, avec les nœuds lymphatiques paratrachéaux droits.

### Branches collatérales
La veine azygos reçoit des veines bronchiques droites, œsophagiennes, péricardiques et intercostales postérieures droites, ainsi que la veine intercostale supérieure droite, la veine hémi-azygos (anciennement petite veine azygos inférieure) et la veine hémi-azygos accessoire (anciennement petite veine azygos supérieure).

## Physiologie
La veine azygos constitue une anastomose entre les systèmes caves inférieur et supérieur, soit via sa racine latérale par l'intermédiaire des veines lombaires, soit via sa racine médiale. En cas d'obstruction de la veine cave inférieure, la veine azygos peut fonctionner comme voie de suppléance.